# Dushk
Dushk là một xã trong quận Lushnjë thuộc hạt Fier, Albania. Dân số năm 2005 là 9144 người.